# Christina Graf
Christina Graf (* 28. Dezember 1985 in Lennestadt) ist eine deutsche Sportreporterin und ehemalige Fußballspielerin.

## Werdegang
Graf wuchs in Heinsberg in der Gemeinde Kirchhundem auf. Nach dem Abitur machte sie eine Ausbildung zur Mediengestalterin. Sportlich betätigte sie sich als Fußballerin im VfL Heinsberg, den Sportfreunden Siegen und später in der Fußball-Bundesliga für den SC 07 Bad Neuenahr und den FFC Heike Rheine. Wegen einer Verletzung am Sprunggelenk musste sie ihre Karriere im Alter von 23 Jahren beenden.
Als Sportreporterin und Moderatorin arbeitete sie als freie Mitarbeiterin bei Radio Siegen, wo sie regelmäßig von den Spielen der Sportfreunde Siegen berichtete. Anschließend arbeitete sie für RTL/n-tv in der Sportredaktion. Außerdem studierte sie Medienwissenschaft an der Universität Siegen.
Christina Graf setzte sich beim Bezahlsender Sky im Wettbewerb „Wir suchen deine Stimme“ 2012 gegen 1200 Bewerberinnen durch. Am 3. Februar 2013 kommentierte sie als erste Frau ein Spiel der zweiten Fußball-Bundesliga live im Fernsehen und zwar die Begegnung zwischen Jahn Regensburg und Hertha BSC. In den folgenden Jahren kommentierte sie regelmäßig Spiele der zweiten Fußball-Bundesliga und war zudem als Fieldreporterin in der ersten Bundesliga sowie der Europa League im Einsatz. Ab dem 13. Februar 2017 kommentierte sie zudem Spiele der ATP World Tour 2017. Im August 2018 wurde bekannt, dass Graf Sky zur neuen Bundesliga-Saison verlässt. Seitdem arbeitet sie für den WDR im Studio Siegen sowie in der Sportredaktion des SWR. Bei den olympischen Spielen in Tokio kommentierte sie u. a. das Badminton-Mixed-Finale. Seit 2022 kommentiert sie Frauen-Fußball-Länderspiele in der Sportschau und gehörte zum Kommentatoren-Team für die Fußball-Europameisterschaft der Frauen 2022. Ab November 2022 war sie Teil des Kommentatoren-Teams für die Fußball-Weltmeisterschaft 2022 und ebenso für die Fußball-Europameisterschaft 2024.
Christina Graf lebt in Lennestadt. Als Beisitzerin im Vorstand betreibt sie die Öffentlichkeitsarbeit für den Gemeindesportverband Kirchhundem.